# Это безумный, безумный, безумный, безумный мир
«Это безумный, безумный, безумный, безумный мир» (англ. It's a Mad, Mad, Mad, Mad World; также — «Этот безумный, безумный, безумный, безумный мир») — американская приключенческая кинокомедия 1963 года в стиле «роуд-муви», снятая режиссёром Стэнли Крамером. Удостоена премии «Оскар» и номинаций на премию «Золотой глобус».

## Сюжет
На большой скорости по дороге Калифорнии несётся автомобиль, за рулём которого находится скрывающийся от полиции преступник «Smiler» Гроган. На одном из поворотов автомобиль вылетает с дороги и разбивается. На помощь к умирающему водителю подъезжают четыре автомобиля, в которых едут бизнесмен Рассел Финч с женой и тёщей, дантист Мелвил Крамп с супругой, двое друзей, Динги Белл и Бенджи Бенджамин, направлявшиеся в Лас-Вегас, и водитель мебельного фургона Ленни Пайк. Перед смертью Гроган рассказывает, что в парке города Санта-Розита под «большим W» он спрятал 350 000 долларов. С этого момента водители, узнавшие секрет зарытого сокровища, стараются успеть в Санта-Розиту раньше всех. Во время «гонки» участники используют различные транспортные средства (от велосипедов до самолётов), при этом строя препятствия друг другу. В погоню ввязываются новые участники: английский офицер-ракетчик Хотторн, сын миссис Маркус битник Сильвестр, некий Отто Майер и — уже в Санта-Розите — двое местных таксистов.
Полиция штата в лице капитана Калпепера полностью контролирует ситуацию, но он приказывает не вмешиваться. Служители закона даже начинают делать ставки — кто первым достигнет цели. Калпепер недоволен, что власти не хотят повысить ему пенсию, и решает забрать деньги Грогана себе. Участники гонки добираются до парка примерно в одно время и узнают, что «W» — это четыре перекрещенные пальмы, под которыми и зарыт клад. В этот момент в парке появляется Калпепер. Используя служебное положение, он забирает деньги и пытается скрыться, но остальные участники погони не дают ему уйти. Коллеги Калпепера понимают, что он решил присвоить деньги, и вынуждены арестовать его. После погони и схватки на пожарной лестнице высотного здания деньги из чемодана не достаются никому — их разносит ветер. Герои, пытаясь спуститься по пожарной лестнице,  раскачивают её  и  один за   другим падают вниз, получая травмы.
Концовку картины персонажи мужчины встречают в травматологическом отделении тюремной больницы — все лежат в одной палате,   ругают   Калпепера  и  переживают о своей судьбе. Перебинтованный Калпепер с грустью говорит, что хуже  чем есть  им уже не будет, потому что  всю  ответственность суд возложит на  него, а он на фоне всего этого  ещё и лишился семьи и пенсии, и теперь возможно пройдут годы, прежде чем он  сможет над чем-нибудь посмеяться. Тут в палату с остальными женщинами навестить пациентов приходит миссис Маркус и, начав  ругать мужчин, поскальзывается на банановой кожуре, брошенной на пол  Бенджи и, упав, расшибается. Её увозят на каталке. Все герои разражаются смехом, Калпепер  несколько  мгновений сдерживается, но потом смеётся со всеми..

## В ролях

### Главные роли
- Спенсер Трейси — капитан Т. Дж. Калпепер
- Сид Сизар — дантист Мелвил Крамп
- Эди Адамс — Моника Крамп, жена Мелвила
- Микки Руни — «Динги» Белл
- Бадди Хэккетт — «Бенджи» Бенджамин
- Фил Сильверс — безработный пианист Отто Мейер
- Джонатан Уинтерс — водитель грузовика Ленни Пайк
- Терри-Томас — подполковник Дж. Элджернон Хоторн
- Милтон Берл — Дж. Рассел Финч
- Этель Мерман — миссис Маркус, тёща Рассела Финча
- Дороти Провайн — Эмелайн Маркус-Финч, жена Рассела Финча
- Дик Шоун — Сильвестр Маркус, сын миссис Маркус и брат Эмелайн

### Второстепенные роли
- Эдди Андерсон — таксист
- Джим Бакус — пьяный владелец самолёта Тайлер Фицджеральд
- Уильям Демарест — начальник полиции Санта-Розиты (Элоизиус)
- Джимми Дуранте — грабитель банков «Смайлер» Гроган
- Питер Фальк — таксист
- Барри Чейз — подруга Сильвестра Маркуса
- Пол Форд — полковник Вилберфорс

### В эпизодах
- Бастер Китон — Джимми, лодочник
- Джерри Льюис — человек, который проезжает по шляпе Калпепера
- СейЗу Питтс — Джерти, телефонный оператор в полицейском участке
- Лео Горси — таксист, привозящий Мелвила и Монику в хозяйственный магазин
- Майк Мазурки — шахтёр, везущий лекарства для своей жены
- Карл Райнер — диспетчер башни аэропорта Rancho Conejo
- Стерлинг Холлоуэй — начальник пожарной охраны Санта-Розиты
- Чарльз Макгроу — лейтенант Мэтьюз из полицейского управления Санта-Розиты
- Джек Бенни — человек в пустыне в маленьком автомобиле
- Джо Э. Браун — профсоюзный деятель
- Дон Ноттс — нервный автомобилист
- Рой Робертс — полицейский снаружи мастерской Ирвина и Рэя
- Эдвард Эверетт Хортон — мистер Динклер, владелец строительного магазина

В титрах не указаны
- Джо Дерита — пожарный
- Том Кеннеди — дорожный полицейский

## Прокат
В Дании фильм вышел в прокат 21 декабря 1963 года, в Аргентине — 26 декабря 1963 года, в Израиле — 7 ноября 1964 года, в СССР — 24 января 1966 года, в Мексике — 3 марта 1966 года.

## Технические особенности
Фильм стал первым, снятым по новой версии панорамной киносистемы «Синерама» («Ультра Синерама») с одной широкой киноплёнкой вместо трёх обычных. Оригинальный негатив снимался на широкоформатный кадр «Ультра Панавижн 70» (англ. Ultra Panavision 70) с оптическим анаморфированием, а фильмокопии печатались на 70-мм киноплёнке. По этой причине изображение имеет очень большое соотношение сторон 2,76:1, превосходящее большинство широкоэкранных систем. Картина демонстрировалась как в широкоформатных кинотеатрах, так и в кинотеатрах, рассчитанных на систему «Синерама» с очень большим экраном цилиндрического профиля. В последнем случае в изображение фильмокопии вносились предыскажения, компенсирующие проекцию на сильно изогнутый экран.

## Награды и номинации
- 1964 — премия «Оскар» за лучший звуковой монтаж (Уолтер Эллиотт), а также 5 номинаций: лучшая музыка к фильму (Эрнест Голд), лучшая песня («It’s a Mad Mad Mad Mad World» композитор Эрнест Голд, слова Мэк Дэвид), лучшая операторская работа цветного фильма (Эрнест Ласло), лучший монтаж (Фредерик Кнудтсон, Роберт С. Джонс, Джин Фаулер-мл.), лучший звук (Гордон Сойер)
- 1964 — 2 номинации на премию «Золотой глобус»: лучший фильм — комедия или мюзикл, лучшая мужская роль — комедия или мюзикл (Джонатан Уинтерс)
- 1965 — номинация на премию Эдгара Аллана По за лучший фильм (Уильям Роуз, Таня Роуз)

## Культурное наследие
Название фильма вошло в русский язык в качестве «крылатой фразы», аллюзии на него использовались в заголовках публицистических статей. В обиходном употреблении характерны замена местоимения «это» на «этот» и уменьшение количества повторов прилагательного «безумный».
Сцена с сокровищем под пальмой странной формы, за которым охотятся множество разных людей, завершает одиннадцатый эпизод пятого сезона мультсериала «Симпсоны». Также эпизод содержит и другие цитаты из фильма.